# Фицуолтер, Элизабет, 8-я баронесса Фицуолтер
Элизабет Фицуолтер (англ. Elizabeth FitzWalter; 8 июля 1430 — до 22 августа 1485) — английская аристократка, 8-я баронесса Фицуолтер с 1431 года. Единственный ребёнок Уолтера Фицуолтера, 7-го барона Фицуолтера, и Элизабет Чидеок. В возрасте одного года потеряла отца и номинально унаследовала семейные владения (главным образом в Эссексе) и права на баронский титул. Была замужем за Джоном Рэдклиффом и сэром Джоном Динхемом. В первом браке родила сына Джона, который после её смерти стал 9-м бароном Фицуолтером.